# Љубавна прича (ТВ серија)
Љубавна прича (шп. Te voy a enseñar a querer) колумбијско-америчка је теленовела, продукцијске куће Телемундо, снимана током 2004. и 2005.
У Србији је емитована током 2005. и 2006. на Трећем каналу РТС-а.

## Синопсис
Алехандро Мендез је веома успешан човек, срећно ожењен са Исабелом коју обожава и са којом има двоје деце – Пабла и Елену. Највећи део свог времена посвећује ономе што га највише испуњава, послу, који је њему и његовој породици омогућио безбрижан и лагодан живот. На хацијенди припрема бикова за кориду, а у граду се бави некретнинама.
Успех увек изазива љубомору и са собом доводи много непријатеља, па се тако живот Алехандра Мендеза драстично мења када изненада и под сумњивим околностима премине његова вољена супруга Исабел. Алехандро пада у тешку депресију која га удаљује од свих животних интереса, хацијенде и људи које воли.
Дијана је лепа и млада ветеринарка, која на почетку ове приче упознаје Пабла, Алехандровог сина. Пабло јој се удвара у једном од ноћних клубова, али га она одбија због његовог дрског понашања и препотентности. Игром случаја, Дијана добија посао на његовој породичној хацијенди, где животиње умиру од епидемије заразних болести, а Пабло даје све од себе не би ли је освојио.
Након Исабелине смрти, Милсијадес, комшија и вечити ривал Алехандра Мендеза, удружује се са старом познаницом Дебором Буенростро и кује планове како би напакостио успешним комшијама. Дебора је атрактивна и прорачуната жена, удата је из интереса за Феликса, Алехандровог таста, но не планира на томе да се задржи. Она жели све и планира како да се реши Феликса, не би ли могла да пређе на Алехандра и тако преузме читаво богатство породице Мендез у своје руке.
И док сви жале за Исабелином смрти, хацијенда запада у све дубљу кризу. Дијана се зближава са Алехандром и помаже му да стане на ноге. Временом се заљубљују једно у друго, али немају смелости да то и признају…
Након неког времена, Дијана открива да је Алехандро воли, а Пабло сазнаје да му је отац преотео љубав свог живота. Тада Пабло покушава да одузме себи живот и манипулише ситуацијом како би привукао Дијанину пажњу. Алехандро осећа кривицу и одлучује да се удаљи од Дијане, како би избегао да и убудуће повређује свог сина. У међувремену, Дебора и Милсијадес припремају нове замке и изазивају све веће неповерење између Дијане и Алехандра.
Њихова љубав мораће да преброди многе препреке, све док зликовци не буду разоткривени, а Пабло схвати да је његов отац права Дијанина љубав.

## Улоге
| Глумац:               | Улога:               |
| --------------------- | -------------------- |
| Дана Гарсија          | Дијана Ривера        |
| Мигел Варони          | Алехандро Мендез     |
| Катерине Сијачоке     | Дебора Буенростро    |
| Мичел Браун           | Пабло Мендез         |
| Хорхе Као             | Милсијадес Контрерас |
| Ана Лусија Домингез   | Камила Буенростро    |
| Марија Елена Доехринг | Исабел де Мендез     |
| Мартин Карпан         | Луис Карлос          |
| Шармел Алтамирано     | Елена Мендез         |
| Консуело Лизардо      | Руфина Ривера        |
| Каролина Лизаразо     | Флор                 |
| Мелвин Кабрера        | Салвадор             |
| Карлос Дуплат         | Феликс               |
| Силвио Анхел          | Педро Ривера         |
| Хуан Пабло Шак        | Хуан Мануел          |
| Луз Стела Луенгас     | Клементина Дивас     |
| Хулио дел Мар         | Тобијас              |
| Силвија де Диос       | Емпера Дивас         |
| Наталија Хиралдо      | Тулија Дивас         |
| Адријана Кампос       | Маргарита Анхелес    |